# Orúzgán
Provincie Orúzgán (persky ولایت اروزگان‎, paštunsky د اروزګان ولایت‎) je jedna ze 34 afghánských provincií. Tato provincie se nachází v jižní části Afghánistánu a dělí se na 6 krajů. Hraničí s provinciemi Kandahár, Hilmand, Daikondi a Ghazní.